# 施利尔希德
施利尔希德是德国莱茵兰-普法尔茨州的一个市镇。总面积8.60平方公里，总人口180人，其中男性84人，女性96人（2011年12月31日），人口密度21人/平方公里。